# Sosia Galla
Sosia Galla (in latino Sosia Galla; fl. I secolo) è stata una nobildonna romana dell'età giulio-claudia.

## Origini familiari
Non si ha nessuna notizia certa sulla famiglia di Sosia Galla: era probabilmente figlia di Gaio Sosio, console nel 32 a.C., di cui si conosce con certezza un'altra figlia, Sosia, moglie di Sesto Nonio Quintiliano, console nell'8. Il cognomen Galla è però estraneo alla famiglia e quindi è probabilmente derivato da imprese del padre in Gallia.

## Biografia
Sosia Galla era la moglie di Gaio Silio, console nel 13 e militare sotto Germanico Giulio Cesare, e amica della moglie di Germanico, Agrippina maggiore. Nel 24 lei e il marito vennero accusati dal console Lucio Visellio Varrone, nemico di Silio, di maiestas a causa dei loro rapporti con Agrippina, che era entrata in pieno contrasto con l'imperatore Tiberio. Silio si uccise prima della sentenza, mentre Sosia venne condannata all'esilio per giudizio di Gaio Asinio Gallo.